# Prey (Vosges)
Prey é uma comuna francesa na região administrativa do Grande Leste, no departamento de Vosges. Estende-se por uma área de 2.13 km². Em 2010 a comuna tinha 93 habitantes (densidade: 43,7 hab./km²).